# Blinkkomparator

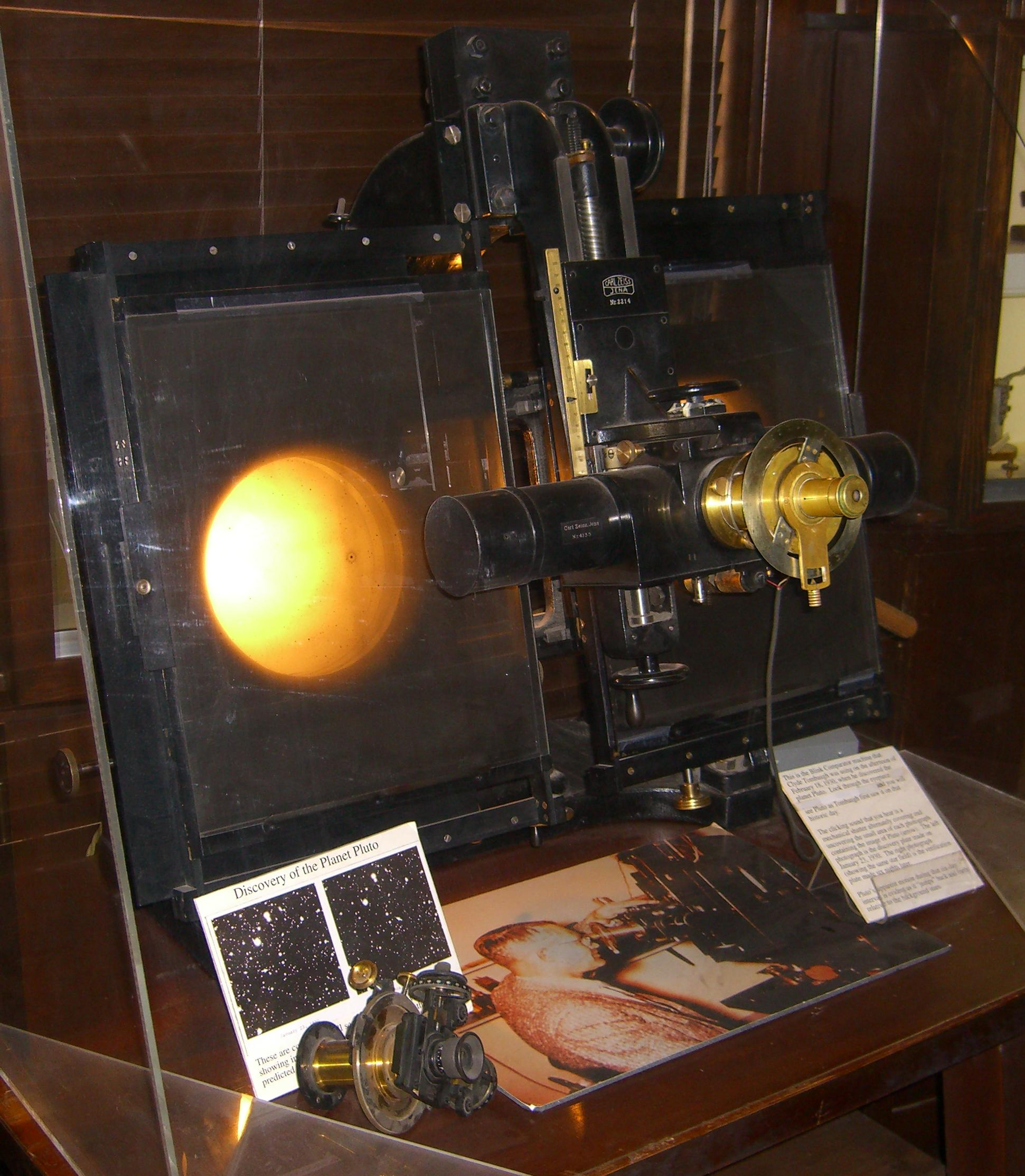
Dieser Blinkkomparator des Lowell-Observatorium wurde bei der Entdeckung von Pluto benutzt.

Demonstration des Funktionsprinzips am Beispiel des (allerdings erst 2005 entdeckten) Zwergplaneten Eris

Der durch Carl Pulfrich und Max Wolf entwickelte Blinkkomparator dient in der Astronomie dem Vergleich zweier Fotoplatten, um darauf Himmelsobjekte erkennbar zu machen, die sich in der zwischen den Aufnahmen liegenden Zeit verändert haben. Anders als im Stereokomparator werden dem untersuchenden Astronomen im Blinkkomparator die beiden zu vergleichenden Aufnahmen in schneller Folge abwechselnd sichtbar gemacht (vergleichbar mit einem Daumenkino). So werden Asteroiden und Kometen aufgrund ihrer Bewegung unter den Sternen durch ein Hin- und Herspringen erkennbar, und der Lichtwechsel veränderlicher Sterne zeigt sich durch ein Pulsieren, hervorgerufen durch die unterschiedlich hellen Abbildungen des Sternes auf den beiden Aufnahmen.
Zahlreiche derartige Objekte wurden seit Einführung der Astrofotografie auf diese Weise entdeckt. So gelang 1930 Clyde Tombaugh beim Vergleich zweier fotografischer Platten die Entdeckung des Zwergplaneten Pluto.
Durch den zunehmenden Einsatz elektronischer Detektoren (wie dem CCD) und entsprechender Software zum automatischen Vergleich von Himmelsaufnahmen und zur Erkennung von veränderlichen Sternen, Asteroiden und anderer Objekte hat der Blinkkomparator in der modernen Astronomie seine Bedeutung weitestgehend verloren.